# Гаві (вино)

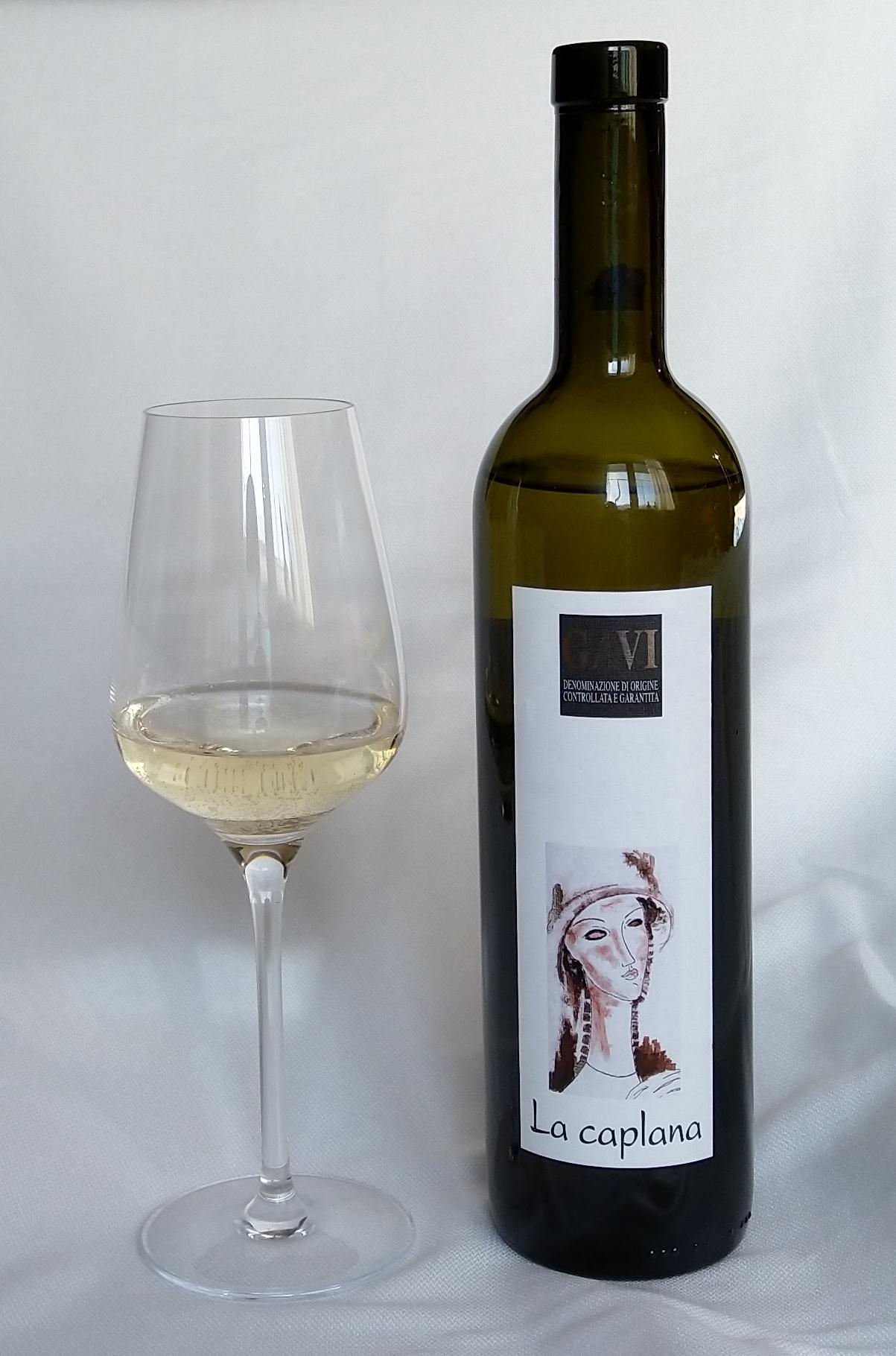
Вино Gavi DOCG

Гаві (італ. Gavi) або Кортезе ді Гаві (італ. Cortese di Gavi) — італійське біле вино, виробляється у виноробній зоні Гаві DOCG у регіоні П'ємонт. Вважається кращим білим вином цього регіону.

## Історія
Сорт винограду кортезе, з якого виробляють гаві, вирощують у регіоні щонайменше з XVII сторіччя. У ХХ сторіччі виноградники постраждали від епідемії філоксери, але були відновлені. У 1974 році виноробна зона Gavi отримала категорію DOC, у 1998 році категорію DOCG. 

## Виноробна зона
Виноробна зона включає наступні муніципалітети Гаві, Нові-Лігуре, Тасароло, Бозіо, Каррозіо, Франкавілла-Бізіо, Пастурана, Пароді-Лігуре, Капріата д'Орба, Сан-Кристофоро та Серравалле-Скривія. Загальна площа виноградників — більше 1400 гектарів. Клімат помірно-континентальний, з досить прохолодною зимою та спекотним літом та вітрами, які дуть з боку моря.

## Опис
Вино гаві є моносортовим вином, воно повинно складатись виключно з сорту винограду кортезе. Виробляються у різних варіантах: 
- сухі тихі вина;
- італ. frizzante — ігристі вина з тиском газу пляшці від 1 до 2,5 атмосфер;
- італ. spumante — ігристі вина з тиском у пляшці більше 3 атмосфер. Якщо на етикетці вина присутній напис італ. riserva, це означає що вино додатково витримувалось у пляшці протягом певного періоду (від 6 місяців до 2 років). Також етикетка може містити назву комуни, у якій розташований виноградник. якщо вино було вироблене у комуні Гаві, воно може мати назву італ. Gavi di Gavi.

Вино блідо-солом'яного кольору. Аромат складний — вирізняються цитрусові, білі фрукти, мигдаль на медовому фоні. Смак свіжий, фруктовий, з відчутною кислотністю та мінеральною складовою. Вживається у якості аперитива, гарно поєднується з стравами з овочів, морепродуктів, супами, деякими м'якими сирами.